# Enquete-Kommission Demographischer Wandel
Im Bundestag bestand zwischen 1992 (12. BT.) und 2002 (14. BT) eine Enquete-Kommission „Demographischer Wandel - Herausforderungen unserer älter werdenden Gesellschaft an den Einzelnen und die Politik“. Diese Kommission sollte für den Bundestag die Zahlen der Bevölkerungsentwicklung (Demographie) aufbereiten und bewerten, welche gesellschaftlichen, ökonomischen und sozialen Auswirkungen für alle Generationen sich daraus ergeben. Sie sollte (und hat das zwischenzeitlich) den
absehbaren Handlungsbedarf feststellen und Empfehlungen für politische Entscheidungen geben.

## Mitglieder
Die Kommission bestand bei hoher personeller Kontinuität aus 22 Mitgliedern; Vorsitzender war Walter Link (Diepholz, CDU) und Stellv. Vorsitzende Gabriele Iwersen (SPD).
Als Sachverständige waren von den Fraktionen benannt:
- Eckart Bomsdorf,
- Herbert E. Colla,
- Eckhard Knappe,
- Marion Michel,
- Gerhard Naegele,
- Anita Pfaff,
- Bert Rürup,
- Winfried Schmähl,
- Roland Schmidt,
- Joachim Wilbers,
- Margarete Zander.

## Arbeitsweise
Neben der eigentlichen Ausschussarbeit, die aus 40 Sitzungen bestand, wurde die Hauptarbeit in mehr als 100 Sitzungen von fünf themenbezogenen Arbeitsgruppen geleistet.
Eine Reihe von Öffentlichen Anhörungen gab Fachleuten und Interessengruppen die Gelegenheit, ihre Ideen und Sichten in die Ausschussarbeit einzubringen. So erfolgten Anhörungen zum Thema
- „Arbeit der Kommission sowie Vorstellungen und Möglichkeiten zur Unterstützung durch Verbände und Institutionen“ am 27. November 1995
- „Demographische Entwicklung Deutschlands bis zum Jahr 2040 – im europäischen Rahmen und unter Berücksichtigung der Weltbevölkerung“ am 15. Januar 1996
- „Weiterentwicklung von Wirtschaft und Arbeitsmarkt“ am 10. Juni 1996
- „Standortbestimmung – Ziel, Reichweite und Stellenwert der sozialen Sicherung“ am 23. September 1996
- „Der Sozialstaat aus der Sicht des Kommunitarismus“ am 7. Oktober 1996
- „Kommunale Konzepte zur Integration von Migrantinnen und Migranten“ am 11. November 1996
- „Rehabilitation unter ökonomischen Gesichtspunkten“ am 17. März 1997
- „Zukunft der Altersversorgung im Öffentlichen Dienst“ am 12. Mai 1997

Die Kommission hat 11 wissenschaftliche Gutachten vergeben. Unter anderem wurden so unterschiedliche Dinge untersucht wie „Anreizmechanismen zur Beschäftigung älterer Arbeitnehmer“, „Entlastungspotential eines Teilkapitalstocks unter alternativen Bevölkerungsannahmen“, „Ursachen für den überproportionalen Anstieg der Gesundheitskosten im Alter“, „Wandel und Entwicklung familialer Lebensformen“ oder „Probabilistische Bevölkerungsprognosen für Deutschland“.

## Ergebnisse
Die Ergebnisse der Ausschussarbeit wurde im ersten Zwischenbericht (BT-Drucksache 12/7876), der eine erste Bestandsaufnahme enthält, sowie im zweiten Zwischenbericht (BT-Drucksache 13/11460) und im Schlussbericht der Enquête-Kommission in der 14. Wahlperiode veröffentlicht.
Dargestellt werden in diesem Bericht im Teil I die demographische Entwicklung in Deutschland und europäische Perspektive (Geburtenentwicklung, Gründe für den Rückgang der Geburtenhäufigkeit, Regionale Unterschiede, Sterblichkeitsentwicklung, Migration und die Annahmen für die Zukunft für diese Themen). Die Untersuchung analysiert soziale Differenzierungen, Regionale Unterschiede, Unterschiede in Ost- und Westdeutschland, die Altersstruktur und die bestehenden Modellrechnungen zur Bevölkerungsentwicklung.
Im Teil II werden die Auswirkungen auf Wirtschaft und Arbeit analysiert. Themen sind hier die Auswirkungen auf den Arbeitsmarkt, die Zusammenhänge zwischen Produktivität, Wachstum und Beschäftigung, die Verteilungs- und Wachstumseffekte des Strukturwandels sowie sozioökonomische Fragestellungen wie Anforderungen an die Weiterbildung.